# Kisteleki István
Kisteleki István (Budapest, 1952. november 3. –) magyar labdarúgó, edző, vállalkozó, sportvezető. Lányai, Kisteleki Dóra, Kisteleki Orsolya és Kisteleki Hanna válogatott vízilabdázók.

## Edzői pályafutása
1981-ben szerzett labdarúgó-szakedzői diplomát a Testnevelési Főiskolán. 1984 és 1986 között a Ganz-MÁVAG edzője volt, utána két éven keresztül a Vasasnál dolgozott. 1988-tól a BVSC mestere volt. 1989-ben a Kölni Edzőképzőt is elvégezte.

## Sportvezetői pályafutása

### A Labdarúgó Ligánál és az MLSZ-ben
2006-ban a Magyar Labdarúgó-szövetség tisztújító közgyűlése, a Magyar Labdarúgó Liga elnökét, a szükséges kétharmados többséggel az MLSZ elnöki posztjára, Dr. Bozóky Imrét követően megválasztotta. Az elnök posztra Dr. Bozóky Imre megvádolásával jutott, lemondása összefüggésbe hozható az egyre jobban kitisztázódó sportfogadási manipulációval, csalással. Ellentmondásos sportvezetői pályafutásáról, elnöki pozíciójáról 2009 decemberében váratlanul lemondott.
2006-tól hetedszer távozik az aktuális főtitkár a Kisteleki István elnök vezette Magyar Labdarúgó-szövetségből. Ezúttal a korábbi sportszakállamtitkár Elbert Gábor (38) döntött úgy, hogy befejezi munkáját a szervezetnél. Előtte Berzi Sándor (60)-, Kmety Ildikó (45) az MTV sportfőszerkesztőségének volt nemzetközi kapcsolatokért felelős menedzserét választotta főtitkárnak-, Bérczy Balázs (43)-, Ökrös András (55)-, valamint két ciklusban Füzesi Zsolt (32) töltötte be a posztot.
Elnöksége idején közvetlen munkatársai szélsebesen váltották egymást. A FIFA az UEFA tagszövetségeinek fejlesztése érdekében tett erőfeszítései a magyar labdarúgás infrastruktúráját is jelentősen bővítette. Az UEFA Convention programja hasonló módon támogatja a labdarúgó-játékvezetők képzését, utánpótlás bázisának szélesítését. A televíziós jogdíjak központosítása eredménye, hogy jelentős tartalék tőke halmozódott fel. A szövetség elnökségének rendszeres elutasítása mellett – egyes labdarúgó ágak [futsal, strandlabdarúgás, női labdarúgás stb.] szakszövetségben történő tömörülése – győzelemként értékelhető, a Magyar Gyermek Labdarúgó-szövetség megalakulása. A gyermek Labdarúgó-szövetség szerves része az MLSZ-nek. A különböző válogatottak részére kialakított központi bázis lehetőséget teremt a felkészítések szakszerű végrehajtására. A megyei, a városi, a járási labdarúgás – a tömegbázis – fejlesztése [játékterek beépítése, egyesületek – csapatok megszűnése, stb.] az anyagi körülmények miatt egyre szűkült térrel tevékenykedik. A válogatott, a korosztályos válogatottak – üde színfolt az Egervári Sándor és segítő munkatársai által irányított U20-as labdarúgó-válogatott világbajnoki bronzérme, illetve a debreceni DVSC-TEVA szereplése a UEFA-bajnokok ligájában – rendre vesztesként hagyják el a játékteret. 2009 májusában az UEFA figyelmeztette a tagszövetségeket, hogy vizsgálat folyik több nemzet bajnokság tisztaságának ellenőrzése miatt. Az év végére lassan nyilvánosságra került, hogy magyar klubcsapatok, játékosok is jelentős szerepet vállaltak a fogadási csalássorozatban.
2010. február 27-én az MLSZ Telkiben lezajlott közgyűlésén megerősítette a decemberi, rendkívüli sajtótájékoztatóján tett szándéknyilatkozatát és azonnali hatállyal lemondott az MLSZ-elnöki tisztéről.